# Bundesliga (Austria) 2025-26
La Bundesliga 2025-26 (también conocida como Admiral Bundesliga por razones de patrocinio) es la 114.ª edición de la máxima competición profesional de fútbol en Austria. El torneo comenzó el 1 de agosto de 2025 y finalizara en 2026.
Un total de 12 equipos participan en la competición, incluyendo 11 equipos de la temporada anterior y 1 proveniente de la Admiral 2nd League 2024-25.

## Sistema de competición
La competición consta de un grupo único integrado por doce clubes de toda la geografía austriaca. Siguiendo un sistema de liga, los doce equipos se enfrentan todos contra todos en dos ocasiones, una en campo propio y otra en campo contrario, sumando un total de 22 jornadas. El orden de los encuentros se decide por sorteo antes de empezar la competición y la clasificación final se establece teniendo en cuenta los puntos obtenidos en cada enfrentamiento, a razón de tres por partido ganado, uno por empate y ninguno en caso de derrota.

### Clasificación para competiciones europeas
Los dos mejores equipos se clasificarán para la Liga de Campeones de la UEFA 2026-27. El campeón de la UNIQA ÖFB Cup 2025-26 no clasificado a la Liga de Campeones de la UEFA 2026-27 clasificará a la Liga Europa de la UEFA 2026-27. Los siguientes dos mejores equipos ubicados y no clasificados a la Liga de Campeones de la UEFA 2026-27 y a la Liga Europa de la UEFA 2026-27 clasificarán a la Liga Conferencia de la UEFA 2026-27 y el último descenderá a la Admiral 2nd League 2026-27.
No obstante, esta distribución se puede ver alterada si alguno de los equipos que han obtenido una plaza en alguna competición europea a través de las competiciones nacionales hubiera obtenido una plaza diferente tras la consecución de algún título europeo en la misma temporada, o hubiera obtenido dos plazas distintas en competiciones nacionales (una a través de la Liga y otra a través de la Copa), provocando así las siguientes dos excepciones:
- Excepción de la Copa de Austria: Si un equipo obtiene una plaza para la Liga Europa de la UEFA por ganar la UNIQA ÖFB Cup, pero finaliza la temporada entre los dos primeros clasificados de la Admiral Bundesliga, la plaza obtenida en Copa pasa al tercer clasificado, siendo el equipo clasificado en quinto lugar quien acceda a la plaza de la Liga Conferencia de la UEFA.

## Ascensos y descensos
| Pos. | Descendidos a Admiral 2nd League |
| ---- | -------------------------------- |
| 12.º | Austria Klagenfurt               |

| Pos. | Ascendidos de Admiral 2nd League |
| ---- | -------------------------------- |
| 1.º  | Ried                             |

## Información
| Equipo                | Ciudad           | Entrenador          | Estadio                  | Capacidad |
| --------------------- | ---------------- | ------------------- | ------------------------ | --------- |
| FK Austria Viena      | Viena            | Stephan Helm        | Generali Arena           | 17 565    |
| FC Blau-Weiß Linz     | Linz             | Gerald Scheiblehner | Hofmann Personal Stadion | 5 595     |
| Grazer AK             | Graz             | Ferdinand Feldhofer | Merkur-Arena             | 16 364    |
| TSV Hartberg          | Hartberg         | Manfred Schmid      | Profertil Arena Hartberg | 4 635     |
| LASK Linz             | Linz             | João Sacramento     | Raiffeisen Arena         | 19 080    |
| SK Rapid Viena        | Viena            | Robert Klauß        | Allianz Stadion          | 28 345    |
| Red Bull Salzburgo    | Wals-Siezenheim  | Thomas Letsch       | Red Bull Arena           | 30 188    |
| SC Rheindorf Altach   | Altach           | Fabio Ingolitsch    | Cashpoint Arena          | 8 500     |
| Sportvereinigung Ried | Ried im Innkreis | Maximilian Senft    | Keine Sorgen Arena       | 7 600     |
| Sportklub Sturm Graz  | Graz             | Jürgen Säumel       | Merkur-Arena             | 16 364    |
| Wolfsberger AC        | Wolfsberg        | Dietmar Kühbauer    | Lavanttal-Arena          | 7 300     |
| WSG Tirol             | Innsbruck        | Philipp Semlic      | Tivoli Stadion Tirol     | 17 400    |

## Localización
| Región       | N.º | Equipos                          |
| ------------ | --- | -------------------------------- |
| Alta Austria | 3   | Blau-Weiß Linz, LASK Linz y Ried |
| Estiria      | 3   | Grazer, Hartberg y Sturm Graz    |
| Viena        | 2   | Austria Viena y Rapid Viena      |
| Carintia     | 1   | Wolfsberger                      |
| Salzburgo    | 1   | Red Bull Salzburgo               |
| Tirol        | 1   | WSG Tirol                        |
| Vorarlberg   | 1   | Rheindorf Altach                 |

## Clasificación

### Tabla de posiciones
| Pos. | Equipo             | Pts. | PJ | G | E | P | GF | GC | Dif. | Clasificación 2025-26 |
| ---- | ------------------ | ---- | -- | - | - | - | -- | -- | ---- | --------------------- |
| 1    | Sturm Graz         | 9    | 3  | 3 | 0 | 0 | 6  | 3  | +3   | Grupo Campeonato      |
| 2    | Red Bull Salzburgo | 7    | 3  | 2 | 1 | 0 | 9  | 3  | +6   | Grupo Campeonato      |
| 3    | WSG Tirol          | 7    | 3  | 2 | 1 | 0 | 8  | 4  | +4   | Grupo Campeonato      |
| 4    | Rheindorf Altach   | 7    | 3  | 2 | 1 | 0 | 3  | 0  | +3   | Grupo Campeonato      |
| 5    | Rapid Viena        | 7    | 3  | 2 | 1 | 0 | 3  | 1  | +2   | Grupo Campeonato      |
| 6    | Wolfsberger        | 6    | 3  | 2 | 0 | 1 | 5  | 2  | +3   | Grupo Campeonato      |
| 7    | Hartberg           | 3    | 3  | 1 | 0 | 2 | 4  | 6  | −2   | Grupo Descenso        |
| 8    | LASK Linz          | 3    | 3  | 1 | 0 | 2 | 3  | 6  | −3   | Grupo Descenso        |
| 9    | Grazer             | 2    | 3  | 0 | 2 | 1 | 3  | 6  | −3   | Grupo Descenso        |
| 10   | Austria Viena      | 1    | 3  | 0 | 1 | 2 | 3  | 6  | −3   | Grupo Descenso        |
| 11   | Ried               | 1    | 3  | 0 | 1 | 2 | 3  | 6  | −3   | Grupo Descenso        |
| 12   | Blau-Weiß Linz     | 0    | 3  | 0 | 0 | 3 | 0  | 5  | −5   | Grupo Descenso        |

Actualizado a los partidos jugados el 17 de agosto de 2025.
 Fuente: Admiral Bundesliga
Criterios de clasificación: Puntos · Puntos directos · Diferencia de goles directa · Goles directos · Diferencia de goles · Goles a favor · Partidos ganados · Partidos ganados de visita · Diferencia de goles de visitante

### Resultados
| Local \ Visitante | AWI | ALT | BWL | GRA | HAR | LSK | RBS | RIE | RWI | STU | WOL | WSG |
| ----------------- | --- | --- | --- | --- | --- | --- | --- | --- | --- | --- | --- | --- |
| Austria Wien      | —   |     |     |     |     |     |     |     | a   |     | 0–2 |     |
| Rheindorf Altach  |     | —   |     |     |     |     |     | 1–0 |     |     |     |     |
| Blau-Weiß Linz    |     |     | —   |     | 0–1 |     |     |     |     |     |     |     |
| Grazer AK         | 2–2 |     |     | —   |     |     |     |     |     |     |     | 1–1 |
| TSV Hartberg      |     |     |     |     | —   |     | 1–2 |     |     |     |     |     |
| LASK              | 3–1 |     |     |     |     | —   |     |     |     | 0–2 |     |     |
| Red Bull Salzburg |     |     |     | 5–0 |     |     | —   |     |     |     |     |     |
| Ried              |     |     |     |     |     |     | 2–2 | —   |     | 1–3 |     |     |
| Rapid Wien        | a   | 0–0 | 1–0 |     |     |     |     |     | —   |     |     |     |
| Sturm Graz        |     |     |     |     |     |     |     |     | 1–2 | —   |     |     |
| Wolfsberger AC    |     | 0–2 | 3–0 |     |     |     |     |     |     |     | —   |     |
| WSG Tirol         |     |     |     |     |     | 3–1 |     |     |     | 4–2 |     | —   |

## Fichajes

### Fichajes más caros del mercado de verano
| Jugador           | Club de destino    | Club de origen       | Precio (€) | Ref.   |
| ----------------- | ------------------ | -------------------- | ---------- | ------ |
| Frans Krätzig     | Red Bull Salzburgo | Bayern de Múnich     | 3.500.000  | [ 13 ] |
| Filip Rózga       | Sturm Graz         | Cracovia             | 2.000.000  | [ 14 ] |
| Axel Kayombo      | Sturm Graz         | Basilea              | 2.000.000  | [ 15 ] |
| Kerim Alajbegović | Red Bull Salzburgo | Bayer Leverkusen U19 | 2.000.000  | [ 16 ] |
| Jacob Rasmussen   | Red Bull Salzburgo | Brøndby              | 1.500.000  | [ 17 ] |
| Miha Matjašec     | Red Bull Salzburgo | Domžale U17          | 1.500.000  | [ 18 ] |
| Maurice Malone    | Austria Viena      | Basilea              | 1.200.000  | [ 19 ] |
| Andrija Radulović | Rapid Viena        | Vojvodina            | 1.100.000  | [ 20 ] |

| Datos actualizados a 15 de julio de 2025. Fuentes: |